# توپ طلای ۱۹۶۷
توپ طلای ۱۹۶۷ (فرانسوی: 1967 Ballon d'Or‎) ۱۲مین رویداد سالیانهٔ توپ طلا بود که از سوی مجلهٔ فرانس فوتبال به بهترین بازیکن فوتبال در سال ۱۹۶۷ اعطا گردید که در این سال، فلوریان آلبرت برندهٔ توپ طلا شد.

## رتبه‌بندی
| ردیف | نام              | باشگاه                                                | ملیت                             | امتیاز |
| ---- | ---------------- | ----------------------------------------------------- | -------------------------------- | ------ |
| ۱    | فلوریان آلبرت    | باشگاه فوتبال فرنتس‌واروش                              | مجارستان                         | ۶۸     |
| ۲    | بابی چارلتون     | باشگاه فوتبال منچستر یونایتد                          | انگلستان                         | ۴۰     |
| ۳    | جیمی جانستون     | باشگاه فوتبال سلتیک                                   | اسکاتلند                         | ۳۹     |
| ۴    | فرانتس بکن‌باوئر  | باشگاه فوتبال بایرن مونیخ                             | آلمان غربی                       | ۳۷     |
| ۵    | اوزه‌بیو          | باشگاه فوتبال بنفیکا                                  | پرتغال                           | ۲۶     |
| ۶    | تامی گمل         | باشگاه فوتبال سلتیک                                   | اسکاتلند                         | ۲۱     |
| ۷    | گرد مولر         | باشگاه فوتبال بایرن مونیخ                             | آلمان غربی                       | ۱۹     |
| ۸    | جرج بست          | باشگاه فوتبال منچستر یونایتد                          | ایرلند شمالی                     | ۱۸     |
| ۹    | ایگور چیلنسکو    | باشگاه فوتبال دینامو مسکو                             | اتحاد جماهیر شوروی               | ۹      |
| ۱۰   | ساندرو مازولا    | باشگاه فوتبال اینتر میلان                             | ایتالیا                          | ۸      |
| ۱۰   | János Farkas     | باشگاه ورزشی واشاش                                    | مجارستان                         | ۸      |
| ۱۰   | خوزه مارتینز     | باشگاه فوتبال رئال مادرید                             | اسپانیا                          | ۸      |
| ۱۳   | ادوارد استرلتسوف | باشگاه فوتبال تورپدو مسکو                             | اتحاد جماهیر شوروی               | ۶      |
| ۱۳   | لوئیجی ریوا      | باشگاه فوتبال کالیاری                                 | ایتالیا                          | ۶      |
| ۱۵   | آناتولی بیشووتس  | باشگاه فوتبال دینامو کی‌یف                             | اتحاد جماهیر شوروی               | ۵      |
| ۱۶   | جانی ریورا       | باشگاه فوتبال آ.ث. میلان                              | ایتالیا                          | ۴      |
| ۱۶   | آلن جیمز بال     | باشگاه فوتبال اورتون                                  | انگلستان                         | ۴      |
| ۱۶   | هلموت هالر       | باشگاه فوتبال بولونیا                                 | آلمان غربی                       | ۴      |
| ۱۶   | ووجیمش لوبانسکی  | باشگاه فوتبال گورنیک زابژه                            | لهستان                           | ۴      |
| ۲۰   | جاچینتو فاکتی    | باشگاه فوتبال اینتر میلان                             | ایتالیا                          | ۳      |
| ۲۰   | پل فن هیمست      | باشگاه فوتبال اندرلشت                                 | بلژیک                            | ۳      |
| ۲۰   | Zvezdan Čebinac  | باشگاه فوتبال پی‌اس‌وی آیندهوون / باشگاه فوتبال نورنبرگ | جمهوری فدرال سوسیالیستی یوگسلاوی | ۳      |
| ۲۰   | جف هرست          | باشگاه فوتبال وستهام یونایتد                          | انگلستان                         | ۳      |
| ۲۰   | ولفگانگ اویرات   | باشگاه فوتبال کلن                                     | آلمان غربی                       | ۳      |
| ۲۵   | والری ورونین     | باشگاه فوتبال تورپدو مسکو                             | اتحاد جماهیر شوروی               | ۲      |
| ۲۵   | Nikola Kotkov    | باشگاه فوتبال لوکوموتیو صوفیه                         | بلغارستان                        | ۲      |
| 27   | Louis Pilot      | باشگاه فوتبال استاندارد لیژ                           | لوکزامبورگ                       | ۱      |
| 27   | نستور کومبا      | تورین                                                 | فرانسه                           | ۱      |
| 27   | Pedro de Felipe  | باشگاه فوتبال رئال مادرید                             | اسپانیا                          | ۱      |
| 27   | زیگفرید شوتیشیک  | باشگاه فوتبال گورنیک زابژه                            | لهستان                           | ۱      |
| 27   | José Augusto     | باشگاه فوتبال بنفیکا                                  | پرتغال                           | ۱      |
| 27   | اوه کیندوال      | باشگاه فوتبال فاینورد                                 | سوئد                             | ۱      |
| 27   | یوهان کرایف      | باشگاه فوتبال آژاکس آمستردام                          | هلند                             | ۱      |
| 27   | Jørn Bjerregaard | باشگاه فوتبال راپید وین                               | دانمارک                          | ۱      |

Source: http://www.francefootball.fr/Ballon Or 1967

## جستار های وابسته
- توپ طلای ۱۹۶۲
- توپ طلای ۱۹۸۷
- توپ طلای ۱۹۷۳